# Ogy

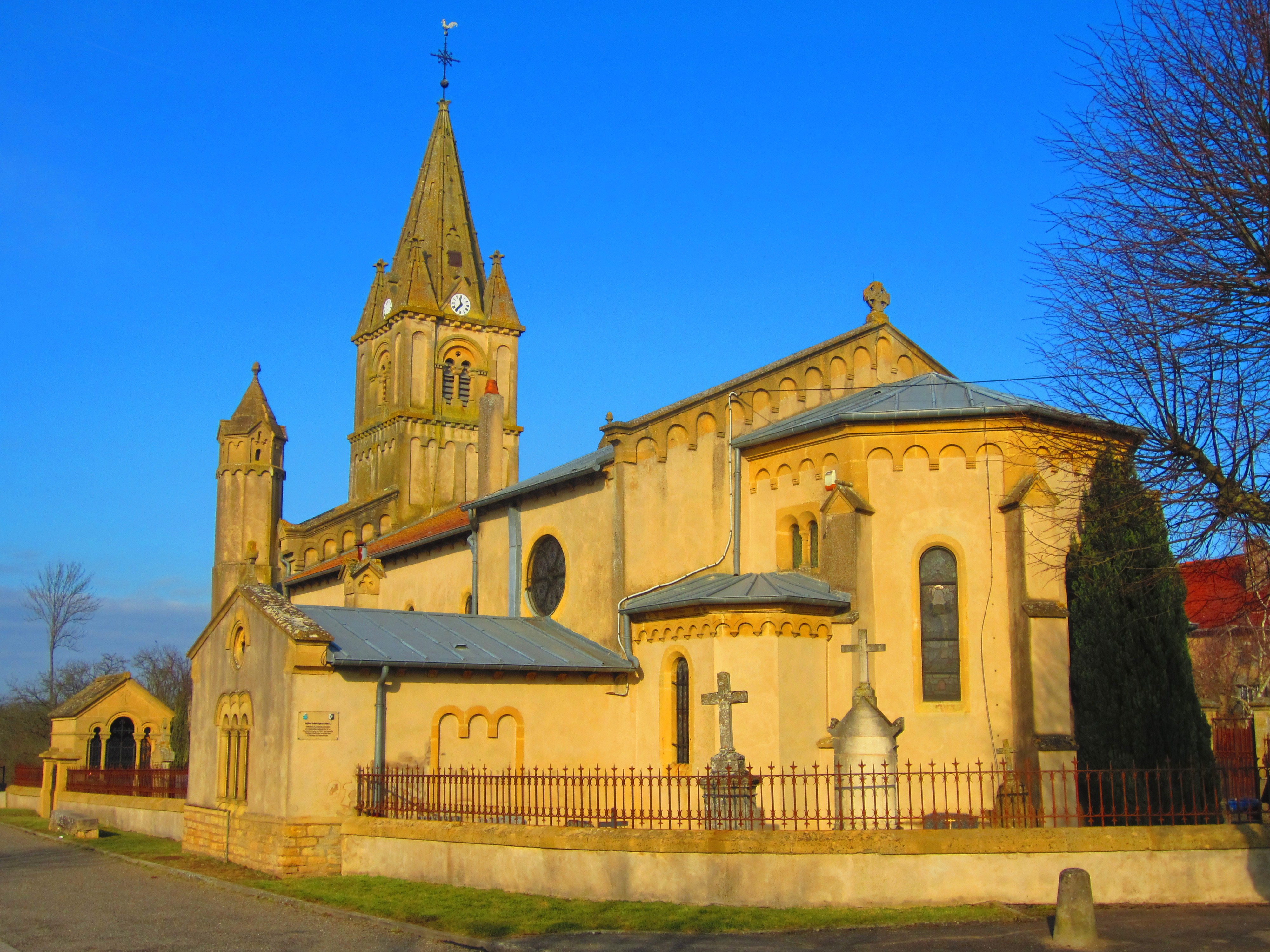
Katholische Pfarrkirche Saint-Agnan

Ogy [ɔʒi] ist Teil eines Gemeindeverbunds in der französischen Gemeinde Ogy-Montoy-Flanville mit 476 Einwohnern (Stand: 1. Januar 2021) im Département Moselle in der Region Grand Est (bis 2015 Lothringen).

## Geographie
Ogy liegt in acht Kilometer östlich von Metz auf einer Höhe zwischen 242 und 281 m über dem Meeresspiegel. Das ehemalige Gemeindegebiet umfasste 3,74 km².

## Geschichte
Das Dorf wurde 1190 erstmals als Osey erwähnt. Es gehörte zum Bistum Metz.
Im Dreißigjährigen Krieg  wurde die Ortschaft zerstört.
Durch den Frankfurter Frieden vom 10. Mai 1871 kam die Region an das deutsche Reichsland Elsaß-Lothringen, und das Dorf wurde dem Landkreis Metz im Bezirk Lothringen zugeordnet.
Nach dem Ersten Weltkrieg musste die Region aufgrund der Bestimmungen des Versailler Vertrags 1919 an Frankreich abgetreten werden und wurde Teil des Département Moselle. Im Zweiten Weltkrieg war die Region von der deutschen Wehrmacht besetzt.
Von 1915 bis 1918 und von 1940 bis 1944 trug der Ort den eingedeutschten Namen Ogingen.
Die Gemeinde Ogy wurde am 1. Januar 2017 mit Montoy-Flanville zur neuen Gemeinde Ogy-Montoy-Flanville zusammengeschlossen. Sie gehört zum Arrondissement Metz und zum Kanton Pange.

### Bevölkerungsentwicklung
| Jahr      | 1962 | 1968 | 1975 | 1982 | 1990 | 1999 | 2007 | 2017 |
| Einwohner | 90   | 92   | 131  | 132  | 255  | 439  | 592  | 501  |

## Sehenswürdigkeiten
- Kirche St. Agnan (früher St. Aignan), gänzlich restaurierter und modernisierter spätromanischer Bau[2]